# Kana Ichikawa
Kana Ichikawa (jap. 市川 華菜, Ichikawa Kana; * 14. Januar 1991 in Toyota) ist eine japanische Sprinterin.

## Sportliche Laufbahn
Erstmals trat Kana Ichikawa bei den Juniorenweltmeisterschaften 2010 in Moncton international in Erscheinung. Dort belegte sie über 200 Meter in 24,09 s den achten Platz und schied mit der 4-mal-100-Meter-Staffel und mit der 4-mal-400-Meter-Staffel in der Vorrunde aus. 2011 erreichte sie bei den Asienmeisterschaften in Kōbe über 100 Meter in das Finale, trat dort aber nicht erneut an. Bei der Sommer-Universiade in Shenzhen schied sie über 100 Meter in 12,00 s im Viertelfinale aus. 2012 war sie Teil der japanischen 4-mal-100-Meter-Staffel für die Olympischen Spiele in London, bei denen die Japanerinnen mit 44,25 s bereits in der Vorrunde ausschieden. 2013 gewann sie bei den Ostasienspielen in Tianjin die Silbermedaille mit der Staffel.
2014 nahm sie an den IAAF World Relays 2014 auf den Bahamas teil, konnte sich dort aber nicht für das Finale qualifizieren. Im Oktober nahm sie erstmals an den Asienspielen im südkoreanischen Incheon teil und gewann dort in 3:30,80 min die Silbermedaille mit der 400-Meter-Staffel hinter der Mannschaft sowie Bronze mit der 4-mal-100-Meter-Staffel in 44,05 s. 2015 wurde sie bei den IAAF World Relays 2015 mit der 4-mal-100-Meter-Staffel im Vorlauf disqualifiziert und belegte mit der 4-mal-400-Meter-Staffel im B-Finale den zweiten Platz. Bei den Asienmeisterschaften in Wuhan belegte sie Platz fünf über 200 Meter und gewann mit der 4-mal-100-Meter-Staffel die Silbermedaille. Bei den Weltmeisterschaften in Peking schied sie mit der 4-mal-400-Meter-Staffel trotz eines neuen Landesrekords von 3:28,91 min im Vorlauf aus. Zwei Jahre später wurde sie bei den Asienmeisterschaften in Bhubaneswar in 23,68 s Sechste über im 200-Meter-Lauf und gewann mit der 4-mal-400-Meter-Staffel die Bronzemedaille.
2018 nahm sie erneut an den Asienspielen in Jakarta teil und erreichte dort im 100-Meter-Lauf das Halbfinale und schied dort mit 12,01 s aus. Zudem belegte sie mit der japanischen Stafette in 44,93 s den fünften Platz.
2017 wurde Ichikawa Japanische Meisterin über 100 und 200 Meter. Sie absolvierte ein Lehramtsstudium für Sport an der Chūkyō-Universität.

## Persönliche Bestleistungen
- 100 Meter: 11,43 s (+2,0 m/s), 29. April 2011 in Hiroshima
- 200 Meter: 23,39 s (−0,2 m/s), 24. Juni 2017 in Osaka
- 400 Meter: 54,14 s, 21. Oktober 2014 in Nagasaki